# Koalicja Konserwatywna
Koalicja Konserwatywna (KK) – polska partia polityczna o profilu prawicowym działająca w latach 1994–1999.

## Historia
Koalicja Konserwatywna powstała w wyniku rozłamu w Partii Konserwatywnej 7 lutego 1994 pod przewodnictwem Kazimierza Ujazdowskiego. Powodem wystąpienia z partii części działaczy był spór z przewodniczącym PK Aleksandrem Hallem na temat modelu integracji prawicy po przegranych wyborach parlamentarnych w 1993. Grupa pod przewodnictwem Kazimierza Ujazdowskiego opowiadała się za współpracą polityczną z Porozumieniem Centrum i Zjednoczeniem Chrześcijańsko-Narodowym. Aleksander Hall był zaś za zbliżeniem z Unią Demokratyczną i Kongresem Liberalno-Demokratycznym.
W 1994 KK działała w Przymierzu dla Polski. Rok później popierała Hannę Gronkiewicz-Waltz w wyborach prezydenckich. W 1996 partia współtworzyła Akcję Wyborczą Solidarność. W wyborach parlamentarnych w 1997 z listy AWS uzyskała dwa mandaty poselskie (Kazimierz Ujazdowski we Wrocławiu i Jerzy Polaczek w Katowicach).
W lutym 1999 Koalicja Konserwatywna połączyła się ze Stronnictwem Konserwatywno-Ludowym i zakończyła działalność.

## Liderzy
- Piotr Krzywicki
- Rafał Matyja
- Jerzy Polaczek
- Andrzej Raj
- Kazimierz Michał Ujazdowski
- Paweł Zalewski